# تیم دیویس‌کاپ ایران
تیم دیویس کاپ ایران یک تیم بین‌المللی تنیس مردان است که از طرف ایران در رقابت‌های بین‌المللی جام دیویس شرکت می‌کند.